# Phil Foden
Philip Walter Foden (født 28. maj 2000) er en engelsk professionel fodboldspiller, som spiller for Premier League-klubben Manchester City og Englands landshold.

## Klubkarriere

### Manchester City

#### 2017-18 sæsonen
Foden kom igennem ungdomsakademiet hos Manchester City, og fik sin førsteholdsdebut den 21. november 2017, da han blev indskiftet sent i en Champions League-kamp imod Feyenoord. Han spillede sin første kamp som del af startopstillingen den 6. december 2017, også i en Champions League-kamp, imod Sjakhtar Donetsk. Her blev han den første spiller født i år 2000 til at spille en kamp fra start i turneringen.
Trods hans spilletid var begrænset, så Foden var med på holdet som vandt både EFL Cup og Premier League i sæsonen. Han blev her den yngste spiller nogensinde til at få en Premier League-medalje.

#### 2018-19 sæsonen
Foden spillede sin første kamp i startopstillingen i Premier League den 3. april 2019. Han var en del af holdet, der vandt den nationale treble, da Manchester City vandt Premier League, FA Cup og EFL Cuppen i sæsonen.

#### 2019-20 sæsonen
Foden var med på holdet, da City for tredje år i streg vandt EFL-Cup. Han blev kåret som kampens spiller, og blev hermed den yngste spiller nogensinde til at blive kåret som det i EFL Cup-finalen.

#### 2020-21 sæsonen
Foden spillede en markant større rolle end tidligere i sæsonen, og var med da City vandt både Premier League og EFL-cuppen for sæsonen. City nåede hele vejen til Champions League-finalen 2021, men tabte her til Chelsea.
Foden vandt efter sæsonen Premier League Young Player of the Season og PFA Young Player of the Year. Han var også inkluderet på sæsonens hold i Champions Leagues.

#### 2021-22 sæsonen
Foden fortsatte sin gode form i sæsonen, og han vandt for anden sæsonen i streg både Premier League Young Player of the Season og PFA Young Player of the Year.

#### 2022-23 sæsonen
Foden scorede det første hattrick i sin karriere den 2. oktober 2022 i en kamp imod Manchester United. Han var i sæsonen med til at City vandt The Treble, altså Premier League, FA Cup og Champions League.

## Landsholdskarriere

### Ungdomslandshold
Foden har repræsenteret England på flere ungdomsniveauer. 

### Seniorlandshold
Foden fik sin landsholdsdebut den 5. september 2020 i en kamp imod Island. Glæden var dog kortvarigt, i det at Foden, sammen med holdkammerat Mason Greenwood, blev sendt hjem den 7. september for at bryde landsholdets COVID-19-regler, ved at invitere gæster ind på deres hotelværelse. Foden scorede sit første mål for England den 18. november 2020, også mod Island.
Han var del af Englands trup til flere internationale turneringer.